# 終末的火車前往何方？
《终末的火车前往何方？》，又译《终末列车去哪里？》，为角川公司企划，EMT Squared制作，在2024年4月到6月播放的日本電視动画，由水岛努担任监督、横手美智子担任编剧。

## 概要
兩年前，由日本企業「世界7G推廣協會」會長──Poison嘭太郎在池袋推出第7世代移動通訊技術（7G），邀請池袋站第77777名旅客──高中生中富葉香按下7G網路的啟動鍵；卻徹底改變世界的樣貌。現實扭曲導致各地區之間物理距離擴大、以及所產生的怪異事件引起許多動亂；日本政府徹底失去了統治能力。葉香所來自的西武鐵道池袋線末端吾野站附近地區的異常現象，則是21歲3個月以上的居民都變成了動物；除了西武鐵道職員善治郎，卻也變成只會學鴿子咕咕叫踱步的老人。而葉香的朋友千倉靜留一直沒有放棄尋找失蹤的葉香，直到「7G事件」的兩年後偶然從一份用來包裝黑豹商隊送貨的報紙中，發現葉香仍身處另一端的池袋，且與嘭太郎同行。靜留向暫時恢復正常的善治郎學習操作西武2000系電車準備獨自離開時，三個好友撫子、玲實和晶衝入列車找她，因此變成四人沿著池袋線一起踏上鐵道旅程，前往距離吾野相隔30站的池袋，盼望能找到當年不歡而散的葉香並重歸於好。

## 登场人物

### 主要人物
千倉靜留（聲：安濟知佳）
主角四人中的領導者。無所畏懼、有話直說的少女，但對自己的未來前程捉摸不定，為了去池袋尋找失蹤兩年最好朋友葉香，花了一個晚上向善治郎學習駕駛火车，帶領三個朋友踏上尋找葉香的鐵道旅程。
對朋友重情重義，成為葉香轉學過來時結交的第一個朋友，對身體能力有自信，從祖父身上學到柔術（吾野柔術二段）。然而有時不經深思熟慮就說出自己內心的想法，也是因此導致自己與準備離開家鄉追逐夢想的葉香不歡而散，即使本意只是不想她離開自己且寧願維持現狀。分開後的兩年期間努力尋找葉香的下落，卻從未想過自己有錯，直到鐵道旅程期間的所見所聞，才讓她認清自己確實不慎傷害到朋友，決心彌補自己的錯誤而發誓會找到葉香和好。
經歷千辛萬苦來到池袋並找到已不記得自己的葉香，意識到是自己所致而全力勸阻葉香並真心道歉，乃至得到葉香的釋懷而逆轉7G，陪同伴結束旅程返鄉並迎向全新未來。
星撫子（聲：和氣杏未）
主角四人中的協調者。性格温柔，不喜歡吵架。父母在她兒時離婚，在沒有父親的陪伴下成長。平時擅長化解玲實和晶之間的衝突，玩遊戲則意外有著好戰性強的一面。有學習弓道，擅長飛行工具。
久賀玲實（聲：久遠繪理沙）
主角四人中的氣氛製造者。不擅長思考，對任何事情都是直接的性格，表現出明確的感情。性格直爽，認為可愛和浪漫的東西是最重要的。對大都市有著追星族一樣的憧憬，同時喜歡動畫《練馬之國的愛麗絲》，以前曾有過用鏟子打死一隻獾的經歷。
東雲晶（聲：木野日菜）
主角四人中的智囊。知識淵博，喜歡讀難懂的書，對雜學也相當了解。經常吐槽玲實並和她吵架，以前曾有目擊過命案現場，卻因為膽怯而見死不救的經歷。
在飯能站折返時，被玲實發現屁股長出金針菇，強制拔除後大腦受影響，在善治郎提供的關鍵字下，使三人來到稻荷山公園站找醫生治療，後來在吃了幾顆蘑菇，以及由玲實強迫吃下撕下來的幾頁小說後恢復正常。
中富葉香（聲：東山奈央）
主角四人的尋找目標，靜留的兒時玩伴，也是主角四人的小學同學，也是從外地轉學至靜留班上的轉校生。曾有探索宇宙的夢想，但兩年前的晚上遛狗時因靜留無心說出風涼話，使她內心受挫、不告而別並前往池袋去實現夢想。
來到池袋後碰巧被選中為開通7G系統活動的第77777名乘客，但按下按鈕直接讓世界發生異變且自此失蹤。直到兩年後，靜留四人從包裝盆栽用的一個月前舊報紙，得知她最後露面的身影，促使靜留四人踏上前往池袋的鐵道之旅。
7G異變過後遭到嘭太郎囚禁、洗腦並控制，由於與7G的聯繫而獲得操縱各種異變的能力。兩年來在記憶模糊的情況下受嘭太郎擺佈，成為眾所周知、長髮過膝、統治池袋的「魔女王」，會不由自主地將任何違逆她的人變成茶碗蒸。即使仍保留部分原來的記憶，卻因為洗腦後的影響加上友情創傷而會迅速忘卻，如今已忘記靜留一行人以及寵物波奇。
直到靜留一行人找到她並盡全力喚回她的記憶，得到靜留真心實意的道歉而最終恢復記憶並釋懷，親手按下按鈕逆轉7G而將世界恢復（大部分）原貌。最後一同搭上APOGEE號列車，伴隨著同伴踏上返鄉的全新旅程。
波奇
葉香家養的秋田犬。鼻子非常靈敏，能夠察覺到異變的氣息。前往清瀨途中受到某種力量影響而嘔吐過幾次，從四人對話中得知年齡至少有13歲，並且曾在野狗收容所中呆過。

### 吾野站的居民
靜留一行人來自的家鄉，7G事件中發生異變後，造成此處的居民在經過21歲又3個月後，會變成隨機的一種動物。完結篇7G逆轉成功後身體恢復人形，而頭部仍維持動物的模樣。
静留的母（聲：大原沙耶香）
静留的母親。已經變成小貓熊。有一個變成狼獾的丈夫。
静留的父（聲：山口勝平）
静留的父親。已經變成狼獾。兩年前曾和另外三位消防員出門去池袋調查異變的原因，並表示最多兩星期後會回來。後來在大泉學園站逃過渾沌的追捕，來到椎名町站時曾殺掉T氏且獲得戰利品貝雷帽，但因此犧牲掉一人並使外表卡通化。
中富小雪
葉香的祖母。已經變成天竺鼠，非常擔心失蹤的葉香，靜留告訴他葉香還活著時落淚。在静留一行人踏上鐵道旅程期間，會協助善治郎戴上帽子恢復神智、並與静留一行人取得聯繫。
鬣蜥老師（聲：ふくまつ進紗）
靜留的班導，名叫「井口」。
馬來熊（聲：藤原聖侑）
名字叫「政晴／政治」，有一個變成麂的妻子名叫「菊子」。
托哥巨嘴鳥（聲：鳳芳野）
名字叫「絲／御糸」。
水豚（聲：橫尾麻里）
名字叫「和代」。
袋獾（聲：中村和正）

角馬（聲：千田ミヤコ）

### 東吾野站的居民
7G異變過後，此處的居民頭上會長出蘑菇，害怕陽光以及乾燥的地方。由於本地人口逐漸在減少，故有時會將不知情的外地人拉來當他們的同伴。四人離去時他們聲稱自己是自願被蘑菇附身的，然後在一到兩年後會忽然結束生命倒下。
松田惠子（聲：福圓美里）
住在東吾野當地招待静留四人的老闆娘，也是領袖般的人物。看似和藹可親，其實有意想留住四人當作同伴，最後目睹晶將三人頭上長出的蘑菇拔除後，才罷手且放四人離開。

### 稻荷山公園站的居民
7G異變過後，街景看似無變化，實際上縮小至小人國的規模，與其他區域相比只有1/6尺寸。當地居民原本是由真琴帶領，並以當地的航空自衛隊擔任保衛，後來變成由一名自稱「老大」的正常身形男性統治的獨立王國。
真琴（聲：井口裕香）
善治郎過去工作時的前同事，除了是和代太太說的醫生之外同時也是一位女科學家（但本人否認自己是醫生）。過往將要被嘭太郎下令動手術植入7G晶片之際，善治郎出面保住他並逃走。原本被老大囚禁於機場塔台，由靜留和玲實協助脫困且聽聞有關於小晶的情況後與另外兩位居民（聲：嶋村侑、三瓶雄樹）來到車站進行治療。當小鎮被靜留一行人奪回後，決定前往吾野治療善治郎，並找出改善現狀的方法。
經過一段時間下來的努力，成功將善治郎一天恢復的時間延長，得出逆轉7G的解決方法。當7G被成功逆轉後，由於現世仍殘留著一部分7G的影響，使她變成尺寸1.6倍的巨人。
老大（聲：阿部敦）
從外地來到此處建立獨立王國的一般體形男性，居住在稻荷山公園旁的航空自衛隊基地倉庫內，將整座小鎮視作自己的收藏。因為與嘭太郎有勾結，因此知道真琴的過往經歷而將她囚禁在機場塔台，並將原本的市民們分成兩種等級與發布外出限制令。遭遇靜留兩人進城時曾要脅對方明天兩人將被做成白骨示眾，被玲實打敗後流放至市區不遠處狹山湖中的荒島。
後來經由嘭太郎協助而一度釋放，在最終決戰時試圖攔截靜留一方，卻再度被玲實打敗且墜下橋。

### 清瀨站的居民
7G異變過後，附近的景觀除了巨大青菜外維持著部份原來的樣貌，但有些居民變成具有一定智慧的殭屍，在女王黑木的帶領下四處遷移。實際上在修訂版地圖中此處的異變為變成烤肉串，巨大青菜為秋津站附近的景觀，殭屍則來自於武藏藤澤站。
黑木美都（聲：小原好美）
自稱是率領移動殭屍群落的殭屍女王，但也是一名靠化妝偽裝成殭屍的雙馬尾女高中生。本人愛吃烏冬面，也愛玩世嘉經典殭屍遊戲《死亡鬼屋》，但從未打通過第一關。
原本住在保谷站附近，發生異變時人在外地的一間小商店內遇上殭屍，意外得知其弱點。在發現自己已經回不了家之後不想讓殭屍在原處發霉，於是就帶著殭屍四處遷移。偶然遇到跟同伴發生爭吵而負氣出走的靜留而將其扣留，因而使撫子三人假扮殭屍前來營救，不滿之下在附近的平交道旁用殭屍製作路障阻止他們離開。但被四人破解殭屍的弱點且化敵為友，答應會洗心革面、卻也不想丟下這些殭屍而回絕加入四人的旅程，送別時交代池袋還有也有「女王」統治。
後來帶領殭屍一度回到保谷站，卻發現當地受池袋膨脹的影響導致環境極端，為了保護殭屍而一路遷移至椎名町站，也因此重遇從池袋撤回來的靜留一行人。為了回報恩情而帶領殭屍加入她們的戰鬥，乃至成功救回葉香並逆轉7G。由於身邊的殭屍即使變回人類卻仍選擇臣服於自己，便與靜留一行人至別後繼續擔任他們的女王四處遷移。

### 大泉學園站的居民
7G異變過後，整座城市變成著名動畫劇集《練馬之國的愛麗絲》完結時的情景具現化的「練愛樂園」，大部分居民變成動畫中的豬頭人「里泉民」的模樣，另一部分則變成動畫的主角團陣營、反派陣營、以及其他配角。然而因控制椎名町站的漫畫家三人组為了扼殺反抗現象而改寫設定，導致正邪立場反轉，由反派陣營擊敗主角團並統治該地一星期。
愛麗絲（聲：山村響）
源自動畫《練馬之國的愛麗絲》的主人公，也是主角四人團的領導人，人設是具有魅力卻相當調皮的高三生。原始結局中帶領主角團打敗渾沌一夥而取得勝利，但在正邪反轉之下，反而被三毛貓炸死。
小蘇（聲：井澤詩織）
源自動畫《練馬之國的愛麗絲》的主角四人團之一。人設是擁有強烈自殺慾望的消極少女，脖子上纏著一根不願取下來的上吊繩。
主角四人當中唯一逃過一劫的倖存者，本作為愛麗絲三人復活的唯一希望，最後卻未預料到人物復活的設定被改寫，不但沒能復活同伴，還由罪惡感的簑衣蟲抓到而一同被殺。
拷問處女（聲：吉野裕行）
源自動畫《練馬之國的愛麗絲》的主角四人團之一。人設是全身上下藏著拷問器具的專業拷問士，由於職業代代相傳而對拷問十分自豪。討厭疼痛。在正邪反轉之下死於序二段之手。
罌粟花（聲：下地紫野）
源自動畫《練馬之國的愛麗絲》的主角四人團之一。人設是罌粟植物的化身，倍感壓力或遭到挨打時會從體內釋放一種讓人感到舒服的白色液體，本身是基因改造型所以不會讓敵方上癮。在正邪反轉之下死於蟬四分之一之手。
渾沌（聲：中村悠一）
源自動畫《練馬之國的愛麗絲》的主要反派。身為愛麗絲的宿敵，人設為一隻鐘愛頹廢與渾沌、窮兇惡極的狗頭人，種類實屬諾福克㹴。本在動畫原結局中敗北，因為設定被改導致正邪立場反轉的緣故，使他領軍捲土重來，擊敗主角四人團后以暴力統治「練愛樂園」並奴役所有居民。直到靜留一行人進入樂園並聯手反擊，破解部下們的招數和移動模式，導致他全軍覆沒後一人搭飛碟逃出練愛樂園，決定將事情呈報給統治池袋的「魔女王」葉香。
在最終決戰時被嘭太郎召回參戰，試圖搭乘飛碟攔截靜留一方，卻被撫子用弓打倒而再次失敗。
碗牛（聲：齋藤千和）
源自動畫《練馬之國的愛麗絲》的反派角色。渾沌的部下之一。人設是一隻半人半奶牛的妖怪，攻擊會四面八方噴灑母乳且難以停止。
拉格曼（聲：山本格）
源自動畫《練馬之國的愛麗絲》的反派角色。渾沌的部下之一。人設是乘坐飛天快艇的蒙面橄欖球員，但攻擊出來的幾乎都是棒球。
罪惡感的簑衣蟲（聲：西地修哉）
源自動畫《練馬之國的愛麗絲》的反派角色。為渾沌效力的四人眾之一。人設是裹著睡袋的“罪惡感”具現化身，因此習慣說「抱歉」，行動模式是香車。
三毛貓（聲：酒井廣大）
源自動畫《練馬之國的愛麗絲》的反派角色。為渾沌效力的四人眾之一。人設是全身肌肉的雄性三毛貓，行動模式是金將。
序二段（聲：藤原聖侑）
源自動畫《練馬之國的愛麗絲》的反派角色。為渾沌效力的四人眾之一。人如其名，人設是序二段的相撲力士，行動模式是銀將。
暮蟬、油蟬以及其餘四分之一（聲：大谷祐貴）
源自動畫《練馬之國的愛麗絲》的反派角色。為渾沌效力的四人眾之一。簡稱「蟬四分之一」。人設是集合蟬所有優點的半人半蟬，行動模式是桂馬。

### 椎名町站的居民
因與池袋站僅有一站之隔，因此7G異變過後同樣受到嘭太郎的管轄。整座城市由從葉香身上獲得力量的漫畫家四人組「常盤」看管，搜捕各地的反叛分子，且在城市中央製造巨大裂縫來阻斷通向池袋的通路。其地圖上的圖案一開始被四人誤看成青草年糕，實際上是綠色的貝雷帽。
常盤（聲：上田燿司（A氏）、小伏伸之（F氏）、喜多村英梨（女氏））
原是在漫畫界苦苦掙扎的漫畫家四人組，形象分別致敬常盤莊的藤子·F·不二雄、藤子不二雄A、以及水野英子（已死的T氏致敬寺田博雄）。四人都熱愛劇畫類型，在7G事件前的所有作品都因為畫風迥異、思想老舊而不被編輯接受，直到異變過後分別被葉香給予能將理想現實化的「貝雷帽」作為力量的契約，負責幫她看管城鎮並阻止外人進入池袋範圍，為此用力量阻斷通向池袋的通路。
原本是四個人，然而T氏被路過的靜留父親殺死，其貝雷帽由靜留父親轉交給晶，最後成為靜留一行人打敗常盤三人組的契機。三人自認敗北後解除契約使貝雷帽全部消失，將城鎮一切恢復原狀，包括通向池袋站的道路。

### 池袋站的居民
7G事件的爆發點，異變發生後導致整座區域抽象藝術化，幾乎是以作為7G啟動者的葉香心中的意願所形成。表面上是由「魔女王」葉香支配，然而實際上是由嘭太郎統治。異變之後的兩年間由於對外封鎖導致許多居民無法自由進出，若有人意圖反抗將會變成茶碗蒸。地理面積也在無止境膨脹，即將導致大撕裂的發生乃至「一切存在的消失」。
嘭太郎／龐太郎（聲：浪川大輔）
世界7G推廣協會會長，自稱「Poison嘭太郎／芃伊斯·龐太郎」。為人裝模作樣、損人利己，是「7G事件」的罪魁禍首，當初無視7G開發將可能會產生的種種危險性，無意間將世界攪個天翻地覆。
7G異變過後並沒有想將一切恢復原狀，盡其所能地掩蓋7G失敗的事實，還將身邊啟動7G過後擁有操縱異變力量的葉香進行洗腦並肆意控制。平時扮演葉香的忠臣，私底下控制著她來達到目的，成為池袋的實際統治者。
當靜留一行人追到池袋並試圖終止7G並帶回葉香時，便想方設法將葉香跟7G按鈕分開。即使沒能阻止靜留一行人成功按下7G的開關，但由於池袋仍在記憶未恢復的葉香控制之下，便搭乘裝載勇敢號裝甲列車的私人電車、沿著由他命名的新線路逃跑，同時帶走葉香、召回老大以及渾沌妄想挽回局勢。最後手下們都敗北而全盤皆輸，無法阻止恢復記憶的葉香逆轉7G，也讓他受到應有的懲罰，受7G逆轉的影響而變成茶碗蒸。
波奇（聲：中井和哉）
葉香的隨從、管家兼保鏢，面惡心善的魁梧大漢，原本是一隻烏鴉，但被7G變成人類的樣子。因被遭受過洗腦的葉香看成是自己養的同名秋田犬，因而得到「波奇」的名字。聽命於嘭太郎而負責照顧葉香的生活起居，同時也起到監視她的作用。
照顧葉香兩年來而逐漸與她產生感情，會不惜一切地保護她的安危，被迫服從嘭太郎的種種命令。當靜留一行人追到池袋並試圖終止7G、帶回葉香時，不得不用武力跟她們決一勝負，然而卻目睹嘭太郎獨自帶跑葉香，為了拯救葉香而選擇與靜留一行人化敵為友。最後也選擇遵從葉香的心願，隨著7G被逆轉而變回烏鴉的原型。在葉香搭列車返家途中一度緊跟在旁，最後往東長崎的方向飛去。
自警團（聲：綿貫龍之介（團長）、內田修一、金子誠、新堂陽斗、角田雄二郎、坂泰斗）
嘭太郎所組織的保安隊，負責看守池袋以及7G協會大樓的安保工作，所有人都帶著江戶川亂步風格的面具與帽子。

### 其他人物
平善治郎（聲：興津和幸）
原本在大城市工作，两年前回到吾野。曾反對嘭太郎可能會扭曲現實的7G開發，卻被強制接受一種名為「喵喵」的腦部手術，不但從英俊的帥哥變成一個整天念叨「帽帽帽…」的老人，額頭上也留下手術後的疤痕。7G異變後維持人形，漫無目的地在吾野逗留，但被靜留發現每天能夠透過戴上列車員的帽子維持五分鐘的理智。由於一旦踏出吾野就會頭痛欲裂而無法出行，故除了教導靜留駕駛列車外，同時和主角四人約定每天下午五點，用鐵軌敲擊摩斯電碼，以斷斷續續的聲音傳遞訊息。
後來接受真琴的治療，一天恢復理智的時間延長38秒，老人狀態時也能用動物翻譯機來表達真實想法。
貓哥（聲：間島淳司）
黑豹商隊的送貨員。他的左眼戴著眼罩。第六集中途在清瀨站附近遇到主角三人，表示自己曾聽過以前池袋發生異變時的傳聞、以及目擊移動殭屍群落的消息，離去時順便透露三人殭屍的弱點和應對的方法。
天鵝船仙人（聲：飛田展男）
一名自稱從池袋出發，駕駛天鵝船沿著高麗川溯流而上並調查周遭一切的無名白髮男子。遇到前往池袋的四人時給予建言並拿出手繪地圖向他們交換一盒加熱式香菸。但在試圖前往西吾野的路途中不明原因又回到池袋附近，原先在練馬高野台站附近要被瀑布衝下去，由四人發現並拉上岸來。曾表示自己是在池袋發生異變、將要對外封鎖之際逃離該處的少數人之一，再次起程時送給四人修訂版的新地圖與收取贈禮後離去。最終回意外阻止嘭太郎對四人不利的行動，7G逆轉成功後從廣場上的噴水池啟程展開新的冒險。

## 其他用語
7G
一種超越過往5G和6G、能與人腦連結的最新行動通訊技術，由活動中身為第77777位乘客的葉香按鈕啟動後，導致世界發生巨大異變，該事件被稱為「7G事件」。之後的兩年期間，各個地區的地理位置開始越加遙遠，各處城市和鄉村的居民都出現千奇百怪的異變，而各個區域可以有限度使用電力，但無法使用網路，唯獨能在有限距離內使用PHS。
天鵝船仙人曾推測過，發生異變後除了西武鐵道池袋線沿途經過的城鎮之外，其餘的地方已全都消失。另外，真琴將該異變命名為「7G腦波異常事件」，而且池袋地區在事件發生兩年來也在不斷在擴大。
世界7G推廣協會（世界に7Gを広める会）
超前世界技術、開發7G網路的電信公司，也是引發7G事件的禍首。
黑豹物流公司（クロヒョウキャラバン）
7G事件前稱作「長門運輸」（ナガト運送），為故事中目前僅存的物流公司，其他運輸公司「熊」、「鵜鶘」、「袋鼠」、「飛毛腿」相繼因不同的情況而停止運營。
每個月都會到吾野送貨一次，並收取農作物，其專用的送貨卡車均有自備重武器和裝甲，行經途中會播放自家公司的音樂《黑豹物流之歌》。
仙人的地圖
天鵝船仙人作為向主角四人交換加熱式香菸用的手繪地圖。左上角為吾野，右下角為池袋，每個車站上面繪製了不同的圖案來代表當地居民的異變方式（其中六個為空白），而在池袋之前的路線被截斷。
其中正方形車站為可對話與溝通、相對保有人性且友善的地區、菱形車站為人性有問題（被外人統治）並帶有一些敵意但仍可對話溝通的地區、圓形車站為無法對話溝通且失去人性或沒有人影的地區。
修訂版地圖中增加顏色，且將部分車站的形狀更改與補齊沒畫上的異變方式。
APOGEE號（アポジー号）
為靜留等人駕駛的西武2000系電車（2節短編組），故事開始時停留在吾野站內。名字取自天文學用語「遠地點」，由靜留想起與葉香的回憶時所命名。
《練馬之國的愛麗絲》（練馬の国のアリス）
靜留一行人愛看的著名動畫劇集，是以《愛麗絲夢遊仙境》為藍本，每周四固定在埼玉電視台播放，被觀眾評為「擁有魔性之美、可愛又浪漫的故事」。
劇情是以主人公愛麗絲帶領主角團四人組的搞笑冒險故事，在作為完結篇的第25集中，以愛麗絲戰勝主要反派「渾沌」的陣營方式收尾。
7G事件中導致該動畫情景在大泉學園站區域中具現化，所有市民都變成動畫的登場人物。但因為動畫設定被惡意改寫，導致反派陣營一度另起爐灶、打敗主角團統治全市。
池袋日報（ふくろ新聞）
池袋發生異變的兩年間於當地發行的報刊，也是異變之後的世界中唯一發行的刊物。主要報導市長的名言、池袋線沿線車站的小道新聞以及與其他失聯的城市傳出求救訊號等的消息，另靜留在包裝盆栽的幾張報紙上藉此得知一個月前葉香最後露面的身影。
吾野苦瓜（吾野ゴーヤ）
吾野當地的農作物特產，每個月都會由黑豹物流公司收取並經由公路送往池袋。平日植栽由和代太太照顧，第3集由於晶意外注意到頭上長蘑菇的居民害怕苦瓜而一度用作驅趕的道具，在靜留一行人來到池袋但稍後暫時撤退至椎名町站當下得知列車上的藤蔓與吾野那邊有聯結起來，其切開來的苦瓜可以當作家用電話來接聽。

## 製作人員
- 監督：水島努
- 總演出：菅沼芙實彦
- 系列構成：橫手美智子
- 人物設計、總作畫監督：西田亞沙子
- 人物設計原案：namo
- 美術監督：野村正信、堀越由美
- 色彩設計：小山知子
- 攝影監督：田澤二郎
- 編輯：後藤正浩
- 音響效果：小山恭正
- 錄音調整：山口貴之
- 音響監督：水島努
- 音樂：辻林美穗
- 音樂製作：FlyingDog
- 動畫製作：EMT Squared

## 主題曲
片頭曲GA-TAN GO-TON
主唱：中島怜，作詞、作曲：姉田ウ夢ヤ、堀下小百合，編曲：姉田ウ夢ヤ
片尾曲
主唱：ロクデナシ，作詞、作曲：傘村トータ，編曲：小松一也
插入曲（第1話、第6话）
主唱：大淵野野花，作词：水島努，作曲、编曲：辻林美穗

## 各話列表
| 話數 | 日文標題 | 中文標題               | 劇本       | 分鏡          | 演出                         | 作畫監督 | 總作畫監督          | 首播日期      |
| ---- | -------- | ---------------------- | ---------- | ------------- | ---------------------------- | --- | ------------------- | ------------- |
| 1    |          | 我去去就回             | 横手美智子 | 水岛努        | 水岛努                       | 山内大辅、八木元喜 藤田正幸、武内启、中村和代 桥本纯一、STUDIO MASSKET                                                    | 西田亚沙子          | 2024年 4月1日 |
| 2    |          | 推測、大概、有可能     | 横手美智子 | 菅沼芙實彦    | 菅沼芙實彦                   | 山内大辅 | 西田亚沙子          | 4月8日        |
| 3    |          | 短暫 快樂又輕鬆        | 横手美智子 | 许琮          | 臼井贵彦                     | 小岛绘里 | 西田亚沙子          | 4月15日       |
| 4    |          | 為什麼要藏起屁股？     | 村越繁     | 许琮、 水島努 | 水島努                       | 柳瀨讓二、Kim Segon Lee Yeongmi、Lee Jitaek An Minmi、Ha Seunghui 慧敏、鑫月 STUDIO MASSKET                               | 武內啟              | 4月22日       |
| 5    |          | 要被做成骨頭了         | 村越繁     | 许琮          | 飯村正之、 臼井貴彦、 水島努 | 藤田和行、吉岡敏幸 岡田由起子、竹内昭 降籏秀吉、服部憲知 、鴨宮弘樹 慧敏、明光、鑫月、星野園 瑞木晶、STUDIO CL            | 中村和代            | 4月29日       |
| 6    |          | 我說得有這麼過分嗎     | 橫手美智子 | 菅沼芙實彥    | 小坂春女                     | 吉田南、藤田和行、八木元喜 青木真理子、中野裕紀 岡田由起子、服部憲知 藤田正幸、橋本純一 南伸一郎、高橋晃平 STUDIO MASSKET | 西田亞沙子          | 5月6日        |
| 7    |          | 會笑的殭屍不是殭屍     | 橫手美智子 | 菅沼芙實彥    | 菅沼芙實彥                   | 遠藤省二、梶浦紳一郎 岡田由起子、中村和代 高橋晃平、藤田和行 篠原信子、龍光、明光、慧敏 鑫月                              | 西田亞沙子          | 5月13日       |
| 8    |          | 不会遭报应吗？         | 水岛努     | 水岛努        | 水岛努                       | 池津寿惠、梶浦绅一郎 岛田英明、中村和代 桥本纯一、藤田和行 八木元喜、山内大辅 STUDIO MASSKET                              | 西田亚沙子 武内启   | 5月20日       |
| 9    |          | 比想像中的更無聊       | 橫手美智子 | 清水聰        | 岩田義彥                     | 中野裕紀、渡部里美 鴨宮弘樹、岡田由起子 藤田和行、益田賢治、慧敏 鑫月                                                     | 西田亞沙子          | 5月27日       |
| 10   |          | 這正是反抗和頹廢的證明 | 村越繁     | 渡邊慎一      | 小坂春女                     | 清水惠藏、藤田和行 降籏秀吉、鴨宮弘樹 中野裕紀、 STUDIO MASSKET、明光 鑫月、星野園                                        | 武内啟              | 6月3日        |
| 11   |          | 已經沒辦法了吧……       | 横手美智子 | 菅沼芙實彦    | 菅沼芙實彦 村川直哉          | 青木真理子、上田惠理 及川博史、岡田由起子 橋本純一、藤田和行 降籏秀吉、八木元喜 山方春香、中野裕紀、鴨宮弘樹              | 中村和代            | 6月10日       |
| 11.5 |          | 到目前為止的終末火車   | （總集篇） | （總集篇）    | （總集篇）                   | （總集篇） | （總集篇）          | 6月17日       |
| 12   |          | 無論何時什麼來著       | 横手美智子 | 水島努        | 水島努                       | 武内啟、岡田由起子 中野裕紀、鴨宮弘樹                                                                                     | 西田亞沙子 中野裕紀 | 6月24日       |

### 迷你小動畫
| 話數 | 日文標題 | 中文標題                                |
| ---- | -------- | --------------------------------------- |
| 1    |          | 金錢與愛哪個重要？                      |
| 2    |          | 到無人島的話要帶什麼去呢？              |
| 3    |          | 你什麼時候吃蛋糕上的草莓？              |
| 4    |          | 如果你中了樂透你會做什麼？              |
| 5    |          | 如果讓你搭乘時光機，你會去未來還是過去? |
| 6    |          | 算命的結果你會相信嗎？                  |
| 7    |          | 你想要過夜嗎？                          |
| 8    |          | 有人說謊了嗎？                          |
| 9    |          | 你認為有外星人嗎？                      |

## BD / DVD
| 卷數 | 發售日期      | 收錄話數      | 規格編號   | 規格編號   |
| 卷數 | 發售日期      | 收錄話數      | BD         | DVD        |
| ---- | ------------- | ------------- | ---------- | ---------- |
| 1    | 2024年7月24日 | 第1話－第4話  | ZMXZ-17491 | ZMBZ-17501 |
| 2    | 2024年8月28日 | 第5話－第8話  | ZMXZ-17492 | ZMBZ-17502 |
| 3    | 2024年9月25日 | 第9話－第12話 | ZMXZ-17493 | ZMBZ-17503 |

## 漫畫
改編漫畫由酉村作畫，在ComicWalker於2024年3月25日至2025年6月30日連載。
| 卷數 | KADOKAWA       | KADOKAWA               |
| 卷數 | 發售日期       | ISBN                   |
| ---- | -------------- | ---------------------- |
| 1    | 2024年6月21日  | ISBN 978-4-04-811307-6 |
| 2    | 2024年12月23日 | ISBN 978-4-04-684140-7 |
| 3    | 2025年7月23日  | ISBN 978-4-04-684900-7 |

## 外部連結
- 官方网站（日語）
- 終末的火車前往何方？的X（前Twitter）（日語）